# 里奇流

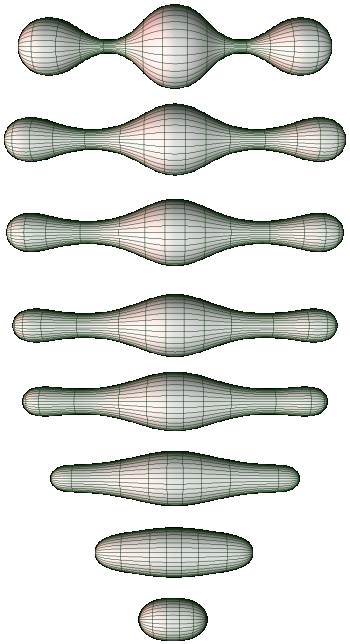
不同时期的里奇流的2D流形.

里奇-哈密顿流，一般称为里奇流（英語：Ricci flow）在微分几何中是指一种固有的几何学流动，它的主要思想是让流形随时间变形，即是让度规张量随时间变化，观察在流形的变形下，里奇曲率是如何变化的，以此来研究整体的拓扑性质。它的核心是里奇-哈密顿流方程，是一个拟线性抛物型方程组。
里奇流以義大利數學家格雷戈里奥·里奇-库尔巴斯托罗的名字命名，由美國數學家理查德·哈密顿于1981年首次引入。这个工具同时被俄羅斯數學家格里戈里·佩雷尔曼用于解决千禧年大奖难题之一的庞加莱猜想。同样的，西蒙·布伦德和理查德·肖恩正是使用它，使微分球面定理完成证明。

## 数学定义
给定黎曼流形上一个度规张量{\displaystyle g_{ij},}可以计算出里奇张量{\displaystyle R_{ij},} 則这个度规张量（以及里奇张量）是一族与时间 t 有关的函数（儘管不一定是真实的物理相关的时间），然后里奇流的定义由以下几何演变方程（geometric evolution equation）給出：
{\displaystyle \partial _{t}g_{ij}=-2R_{ij}.}
正规化的里奇流需要结合紧空间流形给出方程：
{\displaystyle \partial _{t}g_{ij}=-2R_{ij}+{\frac {2}{n}}R_{\mathrm {avg} }g_{ij}.}
这里的 {\displaystyle R_{\mathrm {avg} }} 是关于标量曲率（為里奇張量的跡）的平均值，{\displaystyle n}是流形的維數，这个正规化方程保持度量的體積不變。
实际上，这个-2 因数意义不大，因為可以常數乘 t 而使 -2 改寫成任意的非零實數。